# Phuthiatsana
Phuthiatsana ist ein Ort und ein Community Council im Distrikt Berea im Königreich Lesotho. Im Jahre 2006 hatte der Bezirk eine Bevölkerung von 25.660 Personen.

## Lage
Der Ort liegt im Nordwesten des Landes. 
Zum Council gehören die Orte:
| - Cana - Ha Bose - Ha Bulara - Ha Chaba - Ha Hlaonyane - Ha Jane - Ha Kholopane - Ha Koone - Ha Korotsoane - Ha Kotita - Ha Lebina - Ha Lechesa - Ha Lehana - Ha Lenea - Ha Lenea (Ha Mamathe) - Ha Libenyane - Ha Mahleke - Ha Majara - Ha Malesela - Ha Mamathe - Ha Matelile - Ha Matseleli - Ha Moepi - Ha Mokhathi - Ha Mokhehle - Ha Mokhethi - Ha Mokoma - Ha Molala - Ha Monnanyane - Ha Morolong | - Ha Mosethe - Ha Mosobela - Ha Mosoeunyane - Ha Motsoaole - Ha Motsora - Ha Mphetlane - Ha Mphunyetsane - Ha Ntebele - Ha Ntsabane - Ha Ntsang - Ha Ntsenki - Ha Patso - Ha Phalatsane - Ha Phiri - Ha Phoofolo - Ha Ramachine - Ha Ramotete - Ha Rankali - Ha Rankhalile (Likocheng) - Ha Rantung - Ha Rapalo - Ha Rapopo - Ha Seele - Ha Selone - Ha Seoka - Ha Sepiriti (Moterong) | - Ha Seutloali - Ha Taeke (Liphakoeng) - Ha Thaka-Mpholo - Ha Thube - Ha Tjobe - Ha Tšekelo - Ha Tšepo - Ha Tšoeunyane - Hlokoa-Le-Mafi - Khafung - Khalahali - Kolone - Koti-sephola - Lipatolong - Liphiring - Phuthiatsana - Mahlanyeng - Majaheng - Malieleng - Mamathe - Masoeling - Mohlakeng - Paballong - Phuthing - Sebala-Bala - Sefateng - Thota-Peli - Tilimaneng - Tsila-Tsila |